# Madona Sistina
A Madona Sistina, também chamada Madonna di San Sisto, é uma pintura a óleo realizada pelo artista italiano Rafael Sanzio. A peça-de-altar foi encomendada em 1512 pelo Papa Júlio II para a igreja de São Sisto em Placência. A pintura foi uma das últimas Madonas feitas pelo artista. Giorgio Vasari comentou que o quadro era "um trabalho verdadeiramente raro e extraordinário" .
Realocada para Dresden em 1754, a famosa pintura foi particularmente influente na Alemanha. Após a Segunda Guerra Mundial, ela foi enviada para Moscou e lá permaneceu por uma década antes de retornar à Alemanha. É agora uma obra-prima do acervo da Pinacoteca dos Mestres Antigos. 

## Composição
A pintura a óleo mede 265 x 196 cm. No quadro, a Madona, carregando o menino Jesus e flanqueada por São Sisto e Santa Bárbara, está de pé sobre nuvens e à frente de dezenas de querubins, enquanto dois anjos alados distintos descansam logo abaixo dos pés da Virgem.

## Materiais usados na pintura
Análise dos pigmentos utilizados na obra prima de Rafael revela o uso dos pigmentos comuns do período renascentista, como a malaquita misturada com auripigmento da cortina verde no alto da pintura, azul ultramarino misturado com branco de chumbo no manto azul da Madona e uma mistura de amarelo de estanho e chumbo, vermelhão e branco de chumbo na manga amarela de Santa Bárbara.  

## História
A pintura foi encomendada pelo Papa Júlio IIem honra do seu falecido tio, Papa Sisto IV, como uma peça-de-altar da basílica do Monastério Beneditino de São Sisto em Placência, com o qual a família Rovere tinha uma ligação de longa data. Na encomenda, era exigido que o quadro devia conter a imagem de São Sisto e Santa Bárbara. Há uma lenda que, quando Antonio da Correggio viu a obra pela primeira vez, teria exclamado: "Eu também sou pintor!"

### Mudança para a Alemanha
Em 1754, Augusto III da Polônia comprou a pintura por 110.000 - 120.000 francos, e assim ela foi transferida para Dresden, atingindo nova proeminência; o valor da compra permaneceu como o mais alto pago por uma pintura por muitas décadas.  No livro "The Invisible Masterpiece" de 2001, Hans Belting e Helen Atkins descrevem a influência que o quadro obteve na Alemanha: 
| “ | Como nenhuma outra obra de arte, a Madona Sistina de Rafael em Dresden inflamou a imaginação alemã, unindo-os ou dividindo-os no debate sobre arte e religião... Uma e outra vez, esta pintura tem sido aclamada como 'suprema entre as pinturas do mundo' e com o epíteto de 'divina'... | ” |

Se as histórias são corretas, a pintura atingiu sua proeminência imediatamente, pois diz-se que Augusto mudou o seu trono de lugar para melhor exibi-la. A Madona Sistina foi notavelmente celebrada por Johann Joachim Winckelmann em seu popular e influente Geschichte der Kunst des Alterthums ("História da Arte Antiga" - 1764), posicionando a pintura firmemente na opinião pública e no centro de um debate sobre a relativa importância dos seus elementos clássicos e cristãos. Retratando Rafael alternadamente como um "cristão devoto" e um "divino pagão" (com sua distinta Maria não-protestante que poderia ter sido facilmente Juno), os alemães vincularam implicitamente a imagem em uma lenda própria, "O Sonho de Rafael".  Surgida nas últimas décadas do século XVIII, a lenda - que fez o seu caminho em numerosas histórias e pelo menos uma peça - mostra Rafael recebendo uma visão celestial que lhe permitiu apresentar a sua divina Madona. Alega-se que a pintura causou agitação em muitos espectadores, e que a visão da tela paralisou alguns, levando-os a um estado de êxtase religioso, semelhante à Síndrome de Stendhal (incluindo um dos pacientes de Freud). Esse poder quase miraculoso da pintura tornou-a um ícone do Romantismo Alemão do século XIX. A obra influenciou Goethe, Wagner e Nietzsche. De acordo com Dostoiévski, a tela foi "a maior revelação do espírito humano".  Em 1855, o "Neues Königliches Museum" (Novo Museu Real) foi inaugurado em um edifício projetado por Gottfried Semper, e a Madona Sistina ganhou uma sala exclusiva.

### Segunda Guerra Mundial e posse soviética

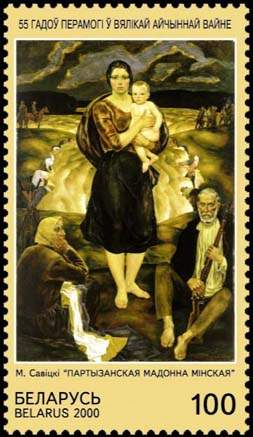
A Madona Sistina inspirou a obra Madona Partisan de Minsk de Mikhail Savicki - aqui representada em um selo bielorrusso.

A Madona Sistina, foi resgatada da destruição durante o bombardeio da cidade de Dresden na Segunda Guerra Mundial, mas as condições em que ela foi salva e a consequente história da peça são motivo de controvérsia. A pintura foi guardada, com outras obras de arte, em um túnel na Suíça Saxônica; quando o Exército Vermelho as encontrou, eles as levaram. A pintura foi temporariamente removida para Pillnitz, e lá foi acondicionada em uma caixa e transportada em um vagão plataforma até Moscou. Lá, a visão da Madona levou o oficial chefe de assuntos artísticos soviético Mikhail Khrapchenko a declarar que o Museu Pushkin agora seria capaz de reivindicar um lugar entre os grandes museus do mundo.
Em 1946, a exibição da pintura foi temporariamente restrita no Museu Pushkin, juntamente com alguns dos outros tesouros que os soviéticos tinham recuperado. Mas em 1955, depois da morte de Joseph Stalin, os soviéticos decidiram devolver a obra para a Alemanha, "com a finalidade de fortalecer e promover o progresso da amizade entre os povos soviético e alemão." Houve a seguir uma certa controvérsia internacional , com a imprensa ao redor do mundo afirmando que a coleção de arte de Dresden havia sido danificada no armazenamento feito pelos soviéticos.  Os soviéticos responderam que, na verdade, eles salvaram as peças. O túnel onde as obras de arte foram armazenadas, na Suíça Saxônica, tinha o ambiente climatizado mas de acordo com um porta-voz militar soviético, o sistema elétrico tinha falhado quando a coleção foi descoberta e as peças foram expostas às condições de umidade do subsolo. As pinturas soviéticas Madona Partisan de Minsk de Mikhail Savicki e And the Saved World Remembers de Mai Dantsig são baseadas na Madona Sistina.

Histórias sobre as condições horríveis enfrentadas pela pintura quando foi salva começaram a circular. Mas, como noticiado pela ARTnews em 1991, o historiador de arte russo Andrei Chegodaev, que foi enviado pelos soviéticos para a Alemanha em 1945 para analisar a obra de arte, negou:
| “ | Foi a mais insolente e descarada mentira... De alguma caverna sombria, escura, dois [na verdade quatro] soldados, com água até os joelhos, estão levando a Madona Sistina na posição vertical, pendurada em panos, muito facilmente, apenas usando dois dedos. Mas não poderia ter sido levantada assim mesmo por uma dúzia de companheiros saudáveis ... porque ela estava emoldurada .... tudo relacionado com este resgate imaginário é simplesmente uma mentira. | ” |

A ARTnews também indicou que o comandante da brigada que recuperou a Madona também descreveu as histórias como "uma mentira", em uma carta publicada na década de 1950 na Literaturnaya Gazeta, indicando que "na realidade, a Madona Sistina, assim como algumas outras pinturas, ... estavam em um túnel seco, onde havia vários instrumentos que monitoravam a umidade, a temperatura, etc." Mas, sendo verdadeiras ou falsas, as histórias encontraram abrigo na imaginação pública e foram registradas como fato em uma série de livros.

## Exibição contemporânea
Após seu retorno à Alemanha, a pintura voltou a ser exibida na Pinacoteca dos Mestres Antigos, onde os manuais destacam-na da coleção, tendo vários guias descrevendo-a como a "mais famosa","no topo", a "obra prima", e "o destaque da coleção". De 26 de maio a 26 de agosto de 2012, a galeria de Dresden celebrou o 500º aniversário da pintura.

## Querubins

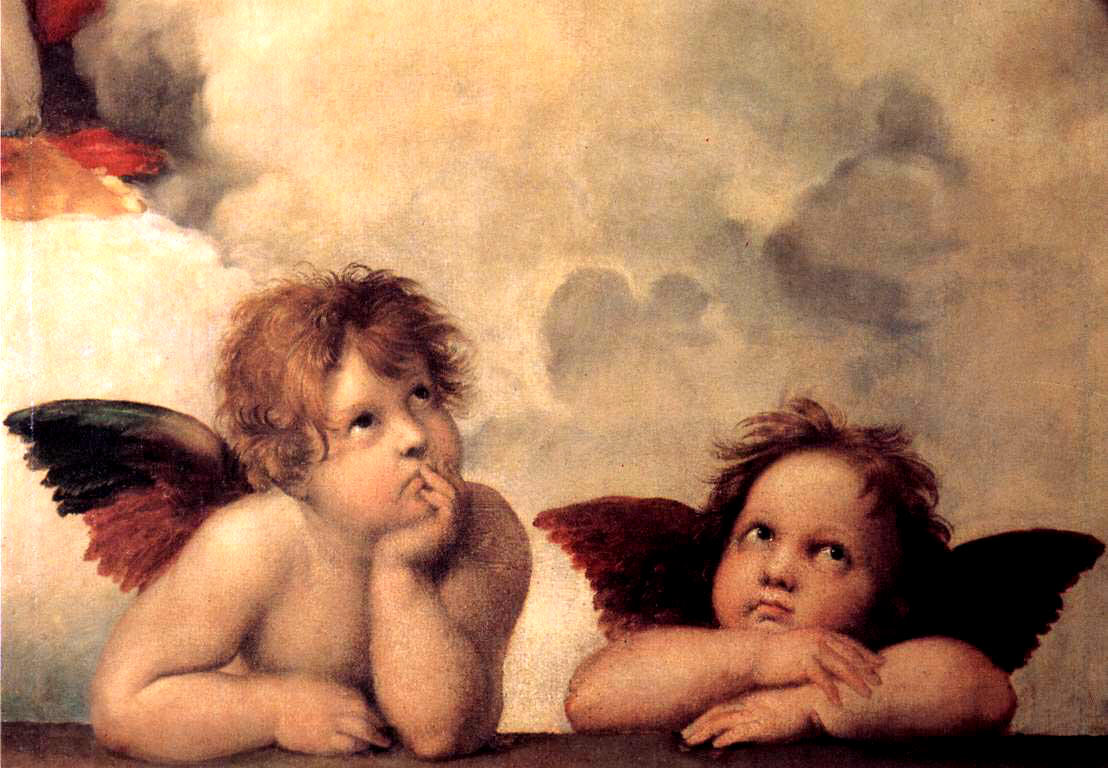
Detalhe, Madona Sistina

Um elemento de destaque dentro da pintura, os anjos alados abaixo da Virgem Maria são famosos por seus próprios méritos. Já em 1913 Gustav Kobbé declarou que "nenhum querubim ou grupo de querubins é tão famoso como a dupla que inclina-se sobre o altar superior indicado na parte inferior da pintura." Muito explorados comercialmente, eles são reproduzidos em selos, cartões postais, camisetas, e papéis de embrulho. Esses querubins inspiraram lendas próprias. De acordo com um artigo de 1912 no Fra Magazine, quando Rafael estava pintando a Madona, os filhos da sua modelo vieram observar. Admirado com a postura que eles fizeram, continua a história, acrescentou as crianças na pintura exatamente como ele as viu. Outra história, contada em 1912 no St. Nicholas Magazine, diz que Rafael foi inspirado por duas crianças que ele encontrou na rua, quando as viu "olhando tristemente para a janela de uma padaria."